# Крст Домовинске армије
Крст Државне Војске (пољ. Krzyż Armii Krajowej) је пољско војно одликовање. Оно је у почетку било спомен-ознака коју је 1. августа 1966. године увео генерал Тадеуш Бор-Коморовски (Tadeusz Bór-Komorowski) као успомену на подвиг војника пољског подземља од 1939. до 1945. године. Додељиван је војницима Државне Војске (Armia Krajowa) као и члановима удружења која су јој претходила (Служба победи Пољске - Służba Zwycięstwu Polski и Савез оружане борбе - Związek Walki Zbrojnej).
Првим Крстом Државне Војске је посмртно одликован генерал Стеван Ривјецки (Stefan Rowecki).
Крст Државне Војске се додељивао из Лондона јер није био прихваћен у систем пољских доликовања све до 1992. године када је постао војно одликовање Републике Пољске које додељује председник Републике Пољске. Престанак додељивања овога одликовања је проглашен 8. маја 1999. године.
Крст Државне Војске се у поретку пољских одликовања носи после актуелних државних одликовања
Са предње стране одликовања се налази Котвица (сидро) - симбол Државне Војске, док се на полеђини ордена налази натпис ARMIA KRAJOWA (Државна Војска) између година 1939. и 1945.